# Міценаструм
Міценаструм (Mycenastrum) — рід грибів родини Agaricaceae. Назва вперше опублікована 1842 року.

## Поширення та середовище існування
В Україні зростає міценаструм товстошкірий (Mycenastrum corium).

## Практичне використання
Mycenastrum corium їстівний гриб в молодому віці (доки м’якоть не почала жовтіти), що використовується смаженим, без попереднього відварювання.

## Гелерея

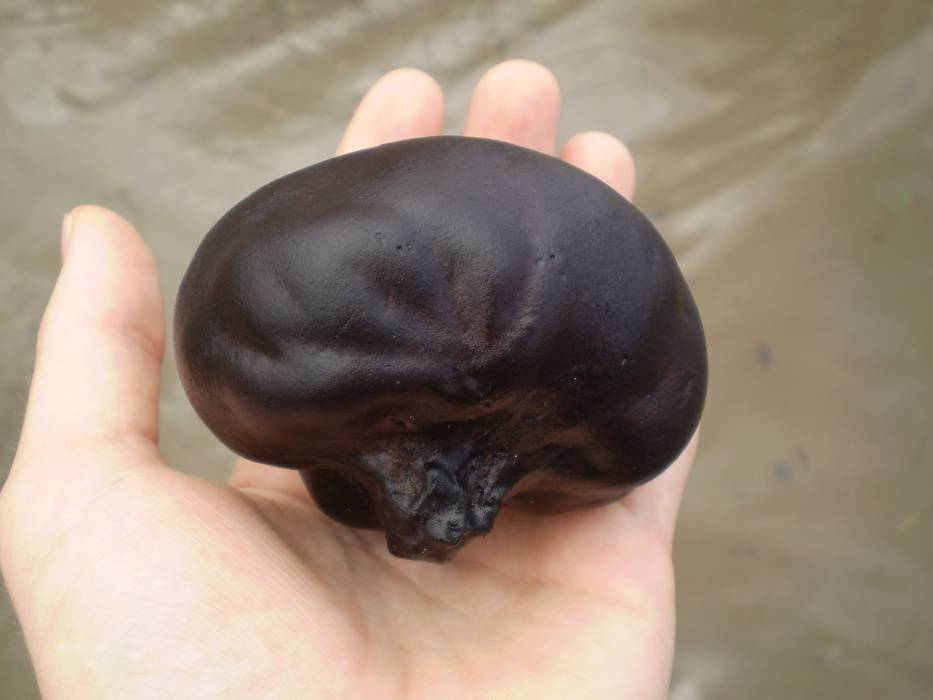
Mycenastrum corium, що виріс під землею
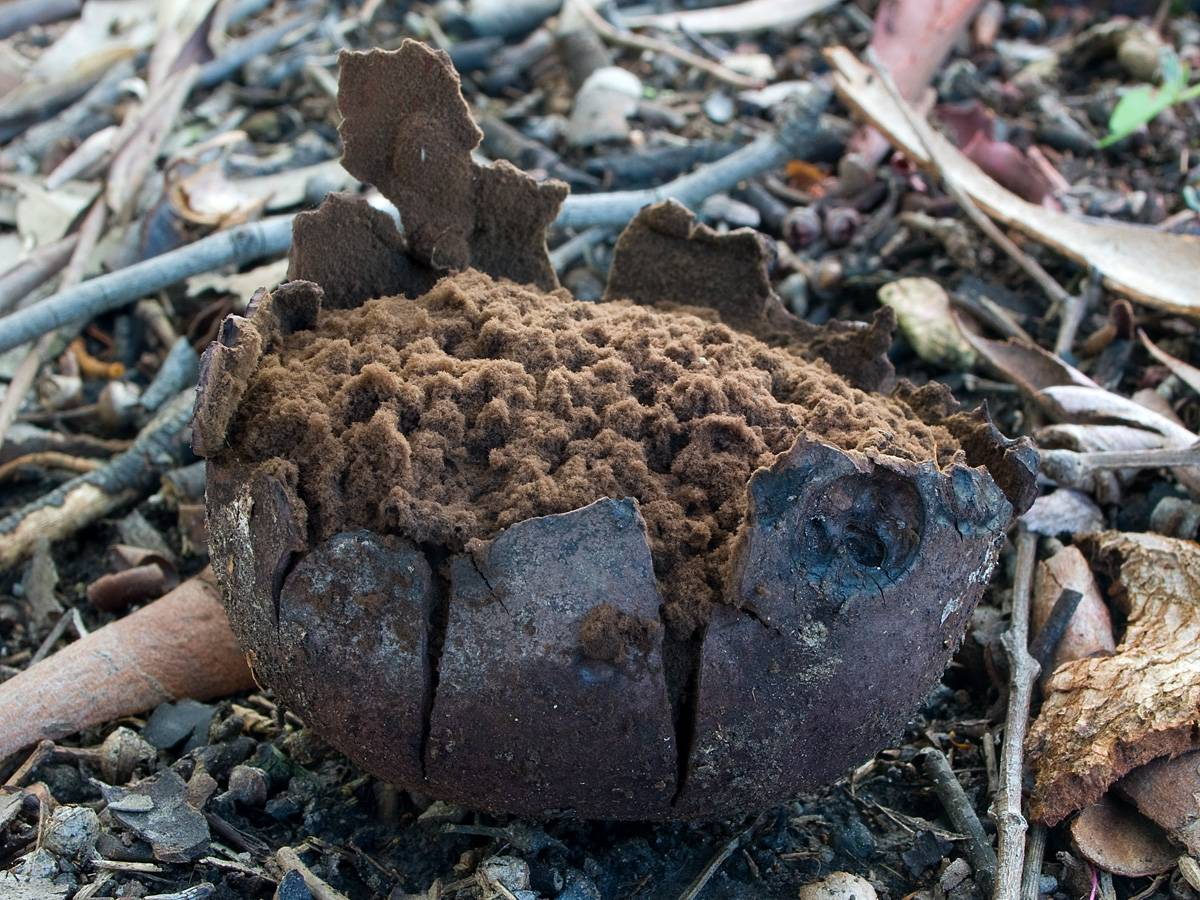
Mycenastrum corium, зріле плодове тіло